# Biologische Vielfalt in Kommunen
Die Deklaration Biologische Vielfalt in Kommunen ist Teil eines langfristig ausgerichteten Prozesses zur Umsetzung der Nationalen Strategie zur biologischen Vielfalt (NBS). Er wird vom Bundesamt für Naturschutz organisiert.
Städte und Gemeinden in Deutschland sollen dazu motiviert werden, Maßnahmen zum Schutz der biologischen Vielfalt in verschiedenen Bereichen zu ergreifen. Diese Bereiche sind: Grün- und Freiflächen im Siedlungsbereich, Arten- und Biotopschutz, nachhaltige Nutzung sowie Bewusstseinsbildung und Kooperation.
In Deutschland gelten über 70 Prozent der Lebensräume als bedroht. Angesichts des daraus resultierenden Handlungsdrucks haben sich die Kommunen in einem Bündnis für biologische Vielfalt zusammengeschlossen. Damit wollen sie den „interkommunalen“ Austausch, eine koordinierte Öffentlichkeitsarbeit und gemeinsame Projekte voranbringen. Partner ist die Deutsche Umwelthilfe.

## Umsetzung
Im Februar 2010 startete das Projekt mit rund 30 Kommunen. Über 19 Millionen Menschen (rund 23 Prozent der deutschen Gesamtbevölkerung) werden mit den aktuell 200 „Deklarationskommunen“ repräsentiert (August 2011). 43 der rund 80 deutschen Großstädte haben die Deklaration unterzeichnet.
In großen Städten wird beispielsweise der Schutz von Fledermäusen vorangetrieben.